# Mori Motonari

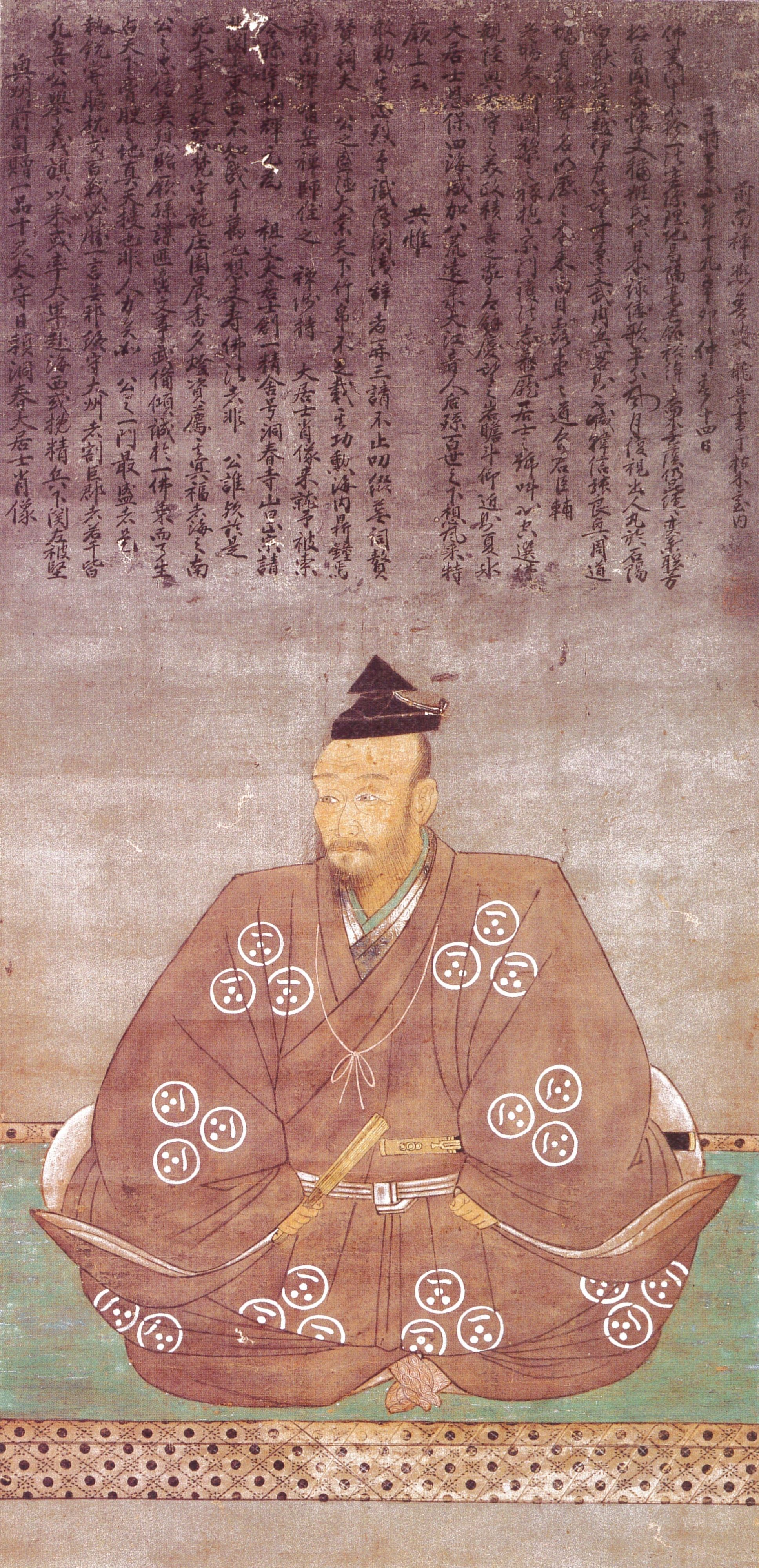
Mōri Motonari

Mōri Motonari (毛利元就, 1497-1571) was een daimyō (大名) uit de Chūgoku-regio van Honshū. Onder zijn bestuur bereikte de Mōri-clan tijdens de Muromachi periode (室町時代, muromachi jidai) haar machtshoogtepunt.

## Voorgeschiedenis

Mon van de Mōri-clan.

De Mōri-clan beweert direct af te stammen van Ōe Hiromoto (大江広元, 1148-1225). Ōe Hiromoto was adviseur van Minamoto Yoritomo (源 頼朝), de eerste Minamoto-shōgun. Hiromoto was hoofd van het mandokoro in 1191, en zette de shōgun aan tot het benoemen van jitō en shugo. Na Yoritomo’s dood hielp Hiromoto de Hōjō, via de weduwe van Yoritomo, aan de macht binnen het shogunaat. Na de Jōkyū-oorlog, heeft Hiromoto’s vierde zoon de naam Mōri aangenomen, zo stichtte hij de Mōri-clan. In 1336 werd de provincie Aki het hoofddomein van de clan toen Mōri Tokichika er als jīto aangesteld werd.

## Geboorte en jeugd
Motonari was de tweede zoon van Mōri Hiromoto, een daimyō in de provincie Aki. Hiromoto  was met de plaatselijke Takeda- en Ōuchi-clans in een strijd verwikkeld, tot hij in 1499 besloot om een alliantie met de Ōuchi aan te gaan. Aan het hoofd van de Ōuchi-clan stond Ōuchi Yoshioki (1477-1528, 大内 義興). Yoshioki bleef tot 1518 in de hoofdstad om de shōgun te steunen. Van deze afwezigheid maakte de Amago-clan dankbaar gebruik om zelf meer macht in de provincie Izumo te vergaren.
Hiromoto trad af als hoofd van de familie in 1500 en stierf in 1506. Hij werd opgevolgd door zijn oudste zoon, Okimoto. In 1516 echter, overleed deze en werd Motonari voogd van diens zoon, Komatsumaru (幸松丸).
De machtigste daimyō in de provincie Aki op dat moment, Takeda Motoshige (武田 元繁), maakte van Okimoto’s dood gebruik om een aanval op de Mōri-domeinen te wagen. Met 5000 man viel hij het kasteel van Arita (有田城) aan. De leider van de Takeda-troepen, Kumagai Motonao (熊谷元直), overleefde de eerste gevechten niet. Hierdoor zag Motoshige zich verplicht zelf ten strijde te trekken. Hij werd door een pijl getroffen toen hij de Mataouchigawa-rivier (又打川) probeerde over te steken en bezweek aan zijn verwondingen. Dit gevecht, bekend als de Slag van Arita-Nakaide, was wellicht Motonari’s eerste veldslag. Verder wisten de Amago, de Mōri zover te krijgen hen te vervoegen in hun strijd tegen de Ōuchi.
In 1522 trouwde Motonari met de dochter van Kikkawa Kunitsune. Dit huwelijk verzekerde een alliantie tussen de Mōri en de Kikkawa-clan.

## Heerschappij over de Mōri-clan

### Yoshida-Koriyama
In 1523 lanceerde de Amago-clan, bondgenoot van de Mōri, een aanval tegen de Ōuchi-domeinen in de provincie Aki. Motonari zelf vocht in de rangen van Amago Tsunehisa’s (尼子 経久) leger. De Amago slaagden er niet in om het kasteel van Kagamiyama (鏡山城) te veroveren, totdat een list van Motonari tot de moord op de kasteelcommandant leidde. Kort daarna viel het kasteel en Motonari’s aanzien nam aanzienlijk toe.
Later dat jaar stierf Komatsumaru en werd Motonari, door de meeste van zijn vazallen, als hoofd van de Mōri-clan benoemd. Niet iedereen ging met deze beslissing akkoord. Onder hen Sōgō Mototsuna (相合元綱), Motonari’s jongere broer. Alle tegenstanders werden uiteindelijk verplicht om zelfmoord te plegen. De verstandhouding tussen de Mōri en de Amago zal over de volgende jaren verslechteren, totdat Motonari besloot om alle banden met de Amago te verbreken en zich opnieuw met de Ōuchi-clan te alliëren.
In 1528 stierf Ōuchi Yoshioki, hoofd van de Ōuchi-clan; hij werd door zijn zoon Yoshitaka Yoshitaka (大内 義隆) opgevolgd. Op hetzelfde moment was Motonari druk bezig met het consolideren van de Mōri-bezittingen in de provincie Aki. Dit deed hij door plaatselijke bondgenoten zoals de Shisido, Kumagai en Amano voor zich te winnen. Pogingen van de Amago om Motonari terug aan hun kant te krijgen mislukten.
In 1540 stuurde Amago Haruhisa (尼子 晴久) een leger van om en nabij de 20.000 man naar het kasteel van Koriyama in de provincie Aki om Motonari terug onder zijn gezag te brengen. Motonari en zijn troepen waren in de minderheid en Motonari besloot zich in het kasteel  te verschansen. Vervolgens riep hij de Ōuchi-clan om hulp. Zelfs na het vernietigen van verschillende van Koriyama’s buitenforten, alsook het bijhorende dorp (Yoshida), slaagde Amago Haruhisa er niet in om Motonari te overtuigen. Haruhisa ging over tot het belegeren van het kasteel van Koriyama zelf. Echter stuurde  Ōuchi Yoshitaka zijn generaal Sue Harukata (陶 晴賢) eropuit om Motonari te helpen. Deze kwam begin oktober aan en voegde zijn troepen bij die van Motonari. Na enkele zwaarbevochten veldslagen, trokken de Amago-troepen zich terug. De Slag van Yoshida-Koriyama (吉田郡山城の戦い) bestond uit de oorspronkelijke Amago-campagne tegen Mōri Motonari, alsook enkele kleinere schermutselingen tussen de opposanten. In 1541 moest Amago Haruhisa het onderspit delven. Zijn  nederlaag had als gevolg dat de Takeda-clan, die in grote mate op de Amago steunden, geïsoleerd raakten.

### 1ste Slag bij Gassan-Toda
Gedreven door het succes bij Yoshida-Koriyama zullen Motonari en zijn troepen het kasteel van Kanayama (銀山城) bedreigen en zo Takeda Nobusane (武田信実) verplichten naar Izumo te vluchten. Kort hierna gaven de bezetters van het kasteel zich over, dit betekende het einde van de Takeda-macht in Aki.
Amago Tsunehisa stierf in 1541. Naar aanleiding van dit overlijden, alsook de nederlaag van de Amago-clan bij de Slag van Yoshida-Koriyama, planden Ōuchi Yoshitaka en Mōri Motonari een nieuwe campagne. Hun hoofddoel was het innemen van het kasteel van Gassan-Toda (月山富田城).

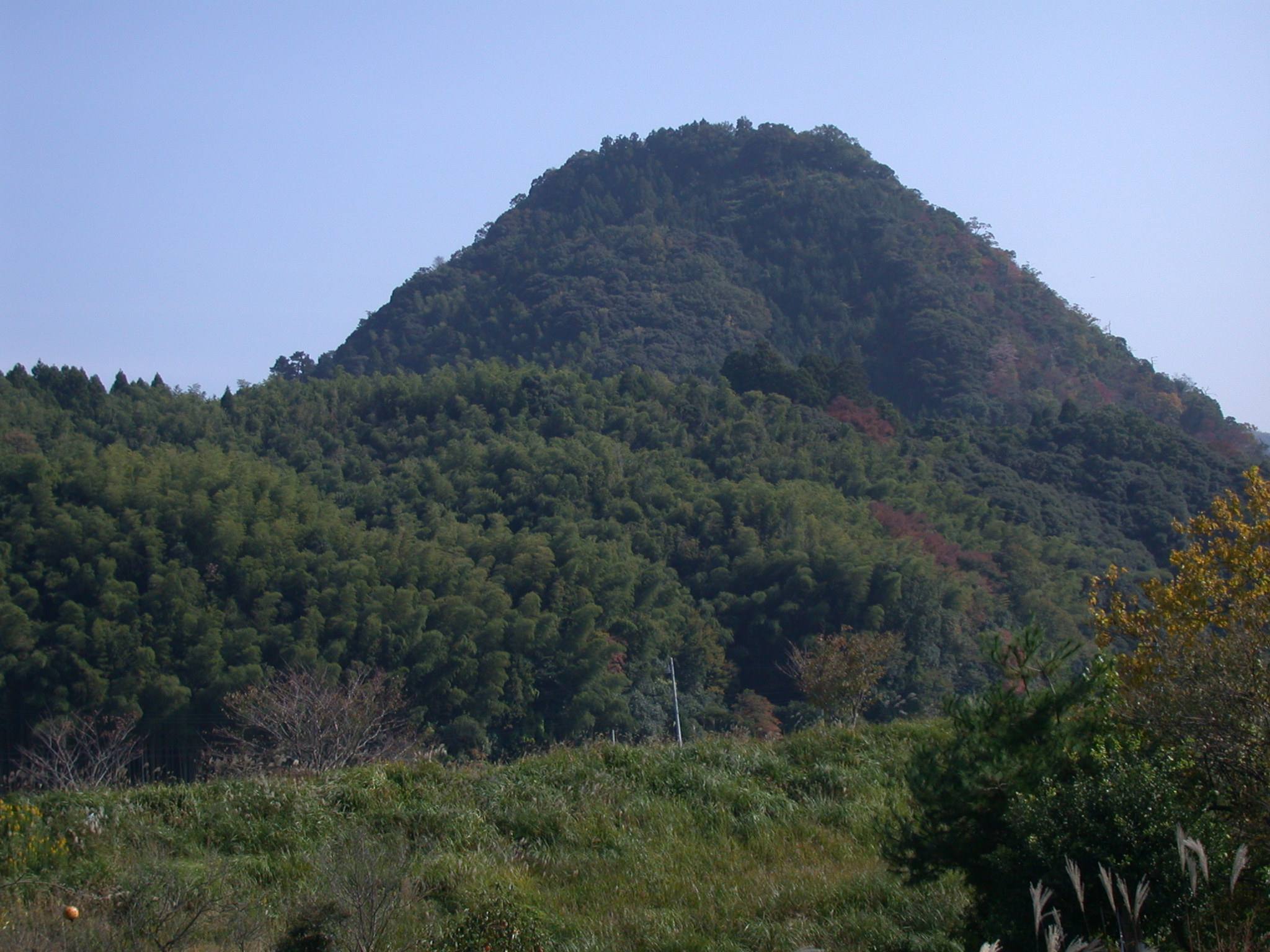
Heuvel waarop het kasteel van Gassan-Toda gesitueerd was.

De aanval begon in januari 1542, na drie maanden viel  het kasteel van Akana in handen van de Ōuchi. Tegen het einde van het jaar kwamen de Ōuchi en Mōri eindelijk in de buurt van hun doel. Hun troepen waren echter moe en de bevoorrading verliep moeizaam. Deze factoren, alsook numerieke minderheid, zorgden ervoor dat de eerste Slag bij het Kasteel van Gassan-Toda (月山富田城の戦い) mislukte.
Motonari keerde terug naar Koriyama om te herstellen terwijl Ōuchi Yoshitaka, mentaal gebroken door de mislukte campagne,  zich in Yamaguchi terugtrok. Yoshitaka liet vanaf dat moment het bestuur van de Ōuchi-domeinen meer en meer aan zijn aanhangers over. Het is de afwezigheid van Yoshitaka dat op de lange termijn gunstig zal zijn voor de Mōri, het gaf hun namelijk de bewegingsruimte om hun eigen macht te vergroten en te consolideren. Tegelijkertijd maakten de Amago van hun overwinning gebruik om hun invloed verder naar het oosten uit de breiden in de provincies Hōki, Mimasaka en Bitchū.

### Itsukushima

#### Aanloop
Over de volgende paar jaar zal Motonari bondgenoten zoeken bij de Kumagai- en Murakami-clans. Deze laatste bestond uit drie vertakkingen die als een soort binnenlandse-zee piraterij georganiseerd waren. Zij zullen in latere jaren een groot deel van de vloot van de Mōri leveren. 
In 1550 regelde Motonari dat twee van zijn zonen, Kikkawa Motoharu (吉川 元春) en Kobayakawa Takakage (小早川 隆景), de macht over de Kikkawa- en Kobayakawa-clans, twee machtige Aki-clans konden overnemen. Motonari’s oudste zoon en erfgenaam was Mōri Takamoto (毛利 隆元).
Ōuchi Yoshitaka zag vanaf 1543 af van het beheer over zijn clan en liet dit over aan zijn aanhangers, waaronder Sue Harukata. De Sue zouden Yoshitaka meermaals gewaarschuwd hebben voor het risico op rebellie door iemand dicht bij het machtscentrum, mocht het clanhoofd zich niet opnieuw toeleggen op de clan-aangelegenheden. Sue zelf kwam in 1550 in opstand en verplichtte hiermee Yoshitaka om zich terug te trekken. Yoshitaka vluchtte uit Yamaguchi, maar toen hij merkte dat niemand onder zijn andere aanhangers van plan was hem te helpen, besloot hij zelfmoord te plegen. Sue Harukata probeerde de machtsgreep te legitimeren door Ōtomo Haruhide aan het hoofd van de Ōuchi-clan te plaatsen met de naam Ōuchi Yoshinaga. Mōri Motonari’s directe reactie hierop is niet gekend, maar in de jaren die daarop volgden leverde hij dienst aan de nieuwe heer van de Ōuchi. Motonari was tevreden met het uitbreiden van de Mōri aanwezigheid in de provincie Bingo, waar hij onder andere het kasteel van Takiyama veroverde in 1552.

#### Strijd met de Sue
In 1554 verbrak Motonari alle banden met de Sue-clan, waarop deze laatste een leger van om en nabij de 30.000 man op de been bracht. Motonari, alhoewel machtiger dan ooit tevoren, was nauwelijks in staat de helft van deze troepenmacht bijeen te brengen. Desondanks, verliep de strijd aanvankelijk in Motonari’s voordeel. In juni 1554 versloeg hij de Sue-troepen te Oshikihata. Door het gebruik van listen en het omkopen van vijandelijke troepen, wist Motonari de numerieke verschillen tussen hem en de Sue teniet te doen. Sue Harukata zelf ondernam geen acties tegen het kasteel van Koriyama, bastion van de Mōri, wat de nodige ademruimte aan Motonari gaf.

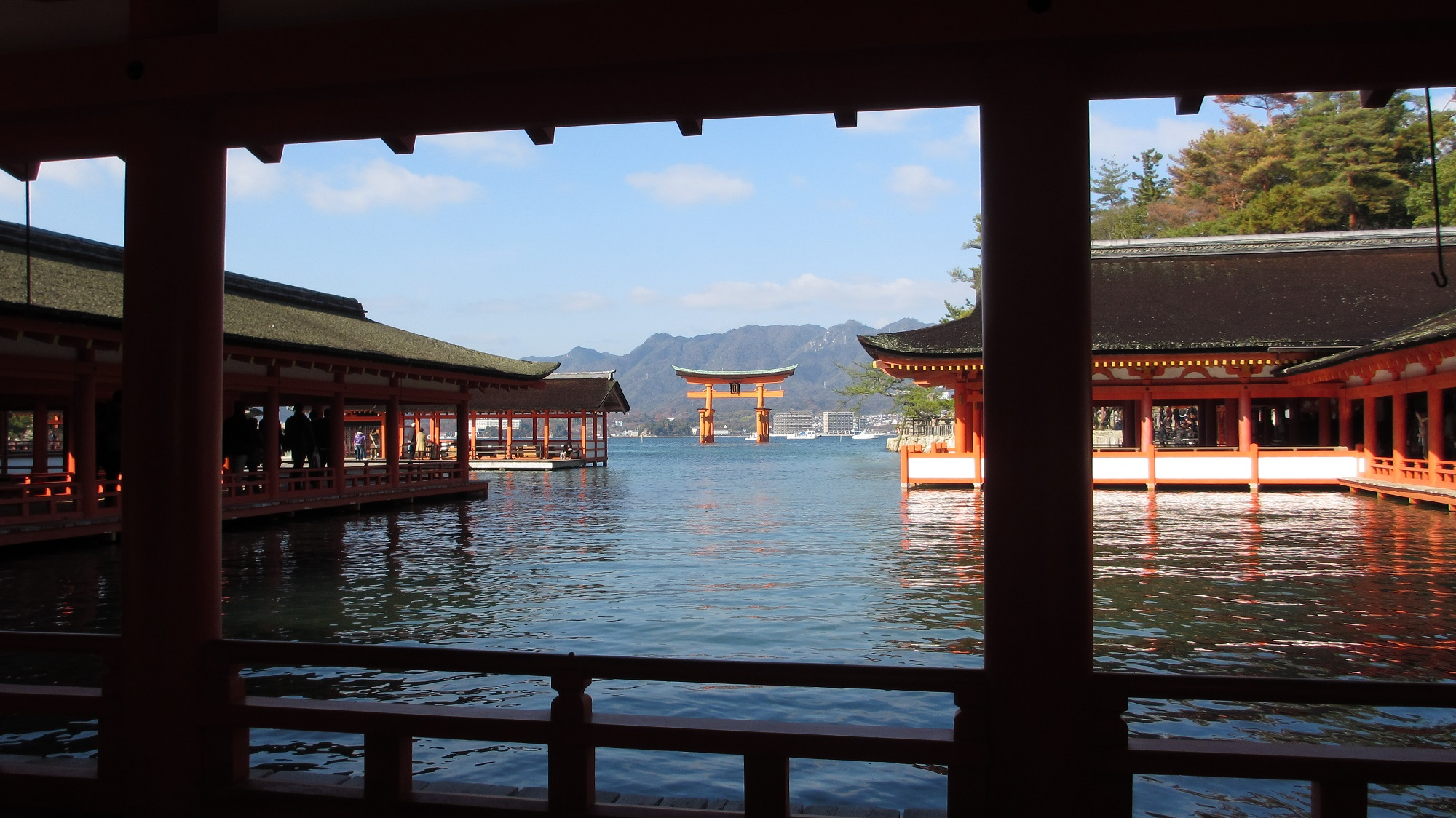
Het Itsukushima-schrijn bij hoogtij.

Vanaf de zomer van 1555 kwamen er nieuwe dreigingen, niet alleen van de getalenteerde generaal Sue Harukata, maar ook uit de eigen rangen waar troepen en aanhangers van de Mōri-clan op het punt stonden te deserteren. Dit bracht Motonari tot het bedenken van een stoutmoedig en onorthodox plan: het innemen van het Miyajima en het Itsukushima-schrijn.
Dit eiland lag vlak voor de kust van Aki en was dus ook van belang voor wie toezicht hield op de binnenlandse zee. Het voorstel tot het innemen van het eiland, afkomstig van een van Motonari’s generaals, werd aanvankelijk om  religieuze redenen afgewezen. Opdat Miyajima als operatiebasis nuttig zou zijn, moest het kasteel van Sakurao (桜尾城), het dichtstbijzijnde fort op het vasteland, ook ingenomen worden. Indien Sakurao viel, zou de troepenmacht op Miyajima geïsoleerd zijn. Motonari had zelf twijfels en besloot Sue Harukata voor hetzelfde tactisch dilemma te plaatsen. Motonari gaf de opdracht tot het innemen van Miyajima en liet een fort, het kasteel van Miyao(宮尾城), bouwen nabij het Itsukushima-schrijn.
In september viel Harukata in de valstrik. Hij landde met het merendeel van zijn troepen op Miyajima en viel het kasteel an Miyao aan. Eens hij het eiland had veiliggesteld, liet Harukata fortificaties bouwen te To-no-Oka. Aangezien Harukata ieder punt langs de Aki-kust, alsook Bingo kon aanvallen, voelde hij niet de drang om Miyajima te verlaten. Dit gaf Motonari de kans om defensieve stellingen in te nemen.

#### Overwinning voor Motonari

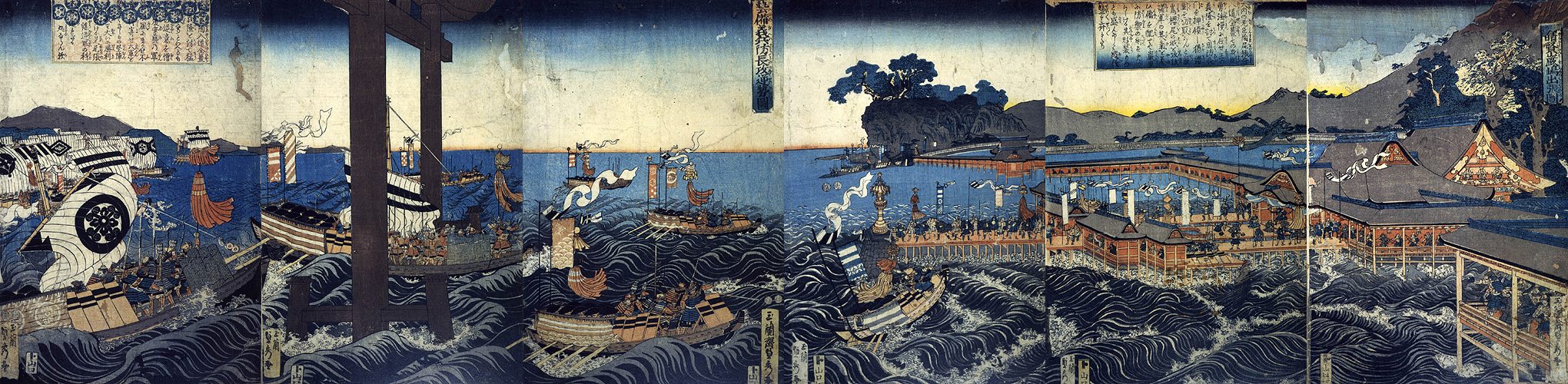
Ukiyo-e, rondstreeks 1855, met als thema de Slag bij Miyajima.

Mōri Motonari slaagde erin om op het vasteland het kasteel van Sakurao te heroveren en riep de hulp in van zijn maritieme bondgenoot, Murakami Torayoshi. Met Torayoshi’s vloot slaagde Motonari erin de Sue-troepen op Miyajima te verrassen. Op 16 oktober, tijdens een donderstorm, vertrokken Motonari en zijn zonen met hun vloot. Als afleiding voer Motonari's derde zoon, Takakage, recht voorbij de Sue-posities te To-no-Oka. Dit gaf Motonari, Takamoto en Motoharu de kans om ten oosten, buiten het zicht van de vijand, aan land te gaan. Takakage liet zijn vloot rechtsomkeer maken en landde bij dageraad op het eiland. Vervolgens viel hij de Sue-troepen te Miyao aan. Op hetzelfde moment viel Motonari de Sue-troepen langs achter aan, dit bracht deze laatste op de vlucht. Harukata besefte hoe uitzichtloos zijn situatie was en besloot zelfmoord te plegen, veel van zijn troepen volgden hem hierin.
Voor Motonari was de slag bij Itsukushima (厳島合戦) bepalend. Het nam hem echter nog tot 1557 om Ōuchi Yoshinaga zover te krijgen zelfmoord te plegen en nog veel langer om de provincies Suo en Nagato onder controle te krijgen. 
Motonari trad in 1557 af en hoewel hij door Takamoto werd opgevolgd, behield hij nog inspraak in de meeste clan-aangelegenheden.

### 2de Slag bij Gassan-Toda
Over de loop van de volgende vijf jaar herorganiseerden de Mōri de recent-ingenomen Ōuchi-gebieden. Deze herorganisatie werd gevolgd door een reeks veldslagen met de machtige Kyūshū-daimyō van de Ōtomo- en Amago-clan. Deze gevechten waren geconcentreerd rond het kasteel van Moji (門司城), een strategische positie in het noorden van de provincie Buzen. Het kasteel veranderde gedurende de oorlog meermaals van eigenaar, alvorens veiliggesteld te worden  door Mōri Takamoto in 1561. Motonari ging verder met zijn inspanningen in Iwami. In hetzelfde jaar stierf Amago Haruhisa plotseling, waardoor zijn zwakkere zoon Amago Yoshihisa alleen achterbleef om de strijd verder te zetten.  Vanaf Gassan-Toda kwam er weinig steun en in 1562 werden de zilvermijnen van Iwami door Motonari ingenomen. 
Motonari zette zijn zinnen opnieuw op Gassan-Toda. Twintig jaar na de gefaalde poging in 1542, besliste hij het bolwerk te isoleren. Zijn zoon Takamoto wou hem in Izumo vervoegen, maar stierf in de woning van Watchi Sanehuru (和智誠春) in de provincie Bingo. Alvorens Takamoto’s zoon, Terumoto (毛利 輝元), tot erfgenaam te benoemen, maakte Motonari zelf tijdelijk de heerschappij over de clan uit. Dit ondanks zijn vergevorderde leeftijd. 

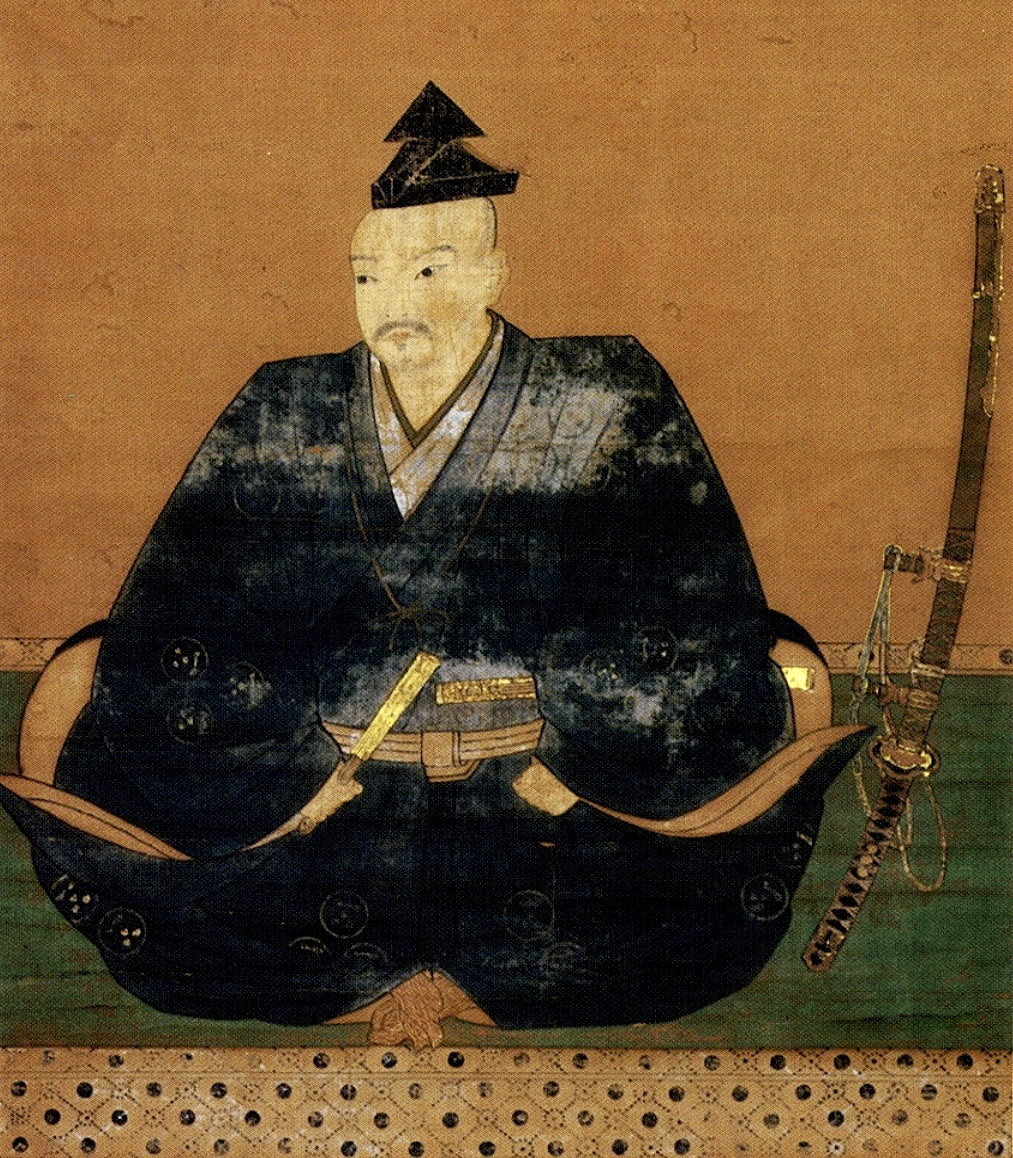
Mōri Takamoto, zoon van Motonari.

In de herfst van 1563 belegerden de Mōri-troepen het kasteel van Shiraga (白鹿城), vitaal voor de bevoorrading en bescherming van Gassan-Toda. Een poging van Amago Tomohisa om het kasteel te ontzetten, mislukte. Na 70 dagen van belegering gaf het kasteel zich over, omdat de wateraanvoer geblokkeerd werd. Ten gevolge van de overgave van het kasteel van Shiraga, werd Gassan-Toda geïsoleerd.
In de lente van 1564 vielen de Mōri-troepen het kasteel van Gassan-Toda met 15.000 man aan, deze campagne staat bekend als de 2de Slag bij Gassan-Toda. Compleet in de minderheid en met weinig voedsel, wist Yoshihisa toch een Mōri-aanval in april te verslaan. Dit verplichtte Motonari om zich tijdelijk terug te trekken om zich te herorganiseren. In augustus 1565 verscheen Motonari opnieuw en besloot Gassan-Toda te doen verhongeren om zodoende een overgave af te dwingen. Een deel van de strategie bestond er ook in om aan de verdedigers van het kasteel mee te delen, dat de Mōri geen deserteurs zouden aanvaarden. De verdedigers bleven dus in hun kasteel en droegen zo bij tot een snellere uitputting van de voorraden. Toen Yoshihisa een van zijn vazallen, Uyama Hisakane (宇山久兼), in 1566 valselijk beschuldigde van verraad en hem liet vermoorden, brak het moraal van de verhongerende verdedigers. Yoshihisa gaf zich later dat jaar over en werd verbannen naar de Enmyōji (円明寺) in de provincie Aki.

## Nalatenschap

### Verwezenlijkingen
Motonari leefde nog vijf jaar na de 2de slag bij Gassan-Toda en stierf op 74-jarige leeftijd te Koriyama. Hij werd een van de grootste krijgsheren van de zestiende eeuw. Onder zijn heerschappij breidde de Mōri-clan haar invloed uit van enkele districten in Aki tot tien van de elf provincies van Chūgoku. Motonari was in zijn tijd al bekend als meester van list en bedrog, een krijgsheer wiens trucs hem evenveel overwinningen opleverden als zijn soldaten. Zijn grootste overwinningen behaalde hij  allemaal tegen numerieke sterkere vijanden, wat aantoont hoe stoutmoedig zijn acties waren.

### Familie

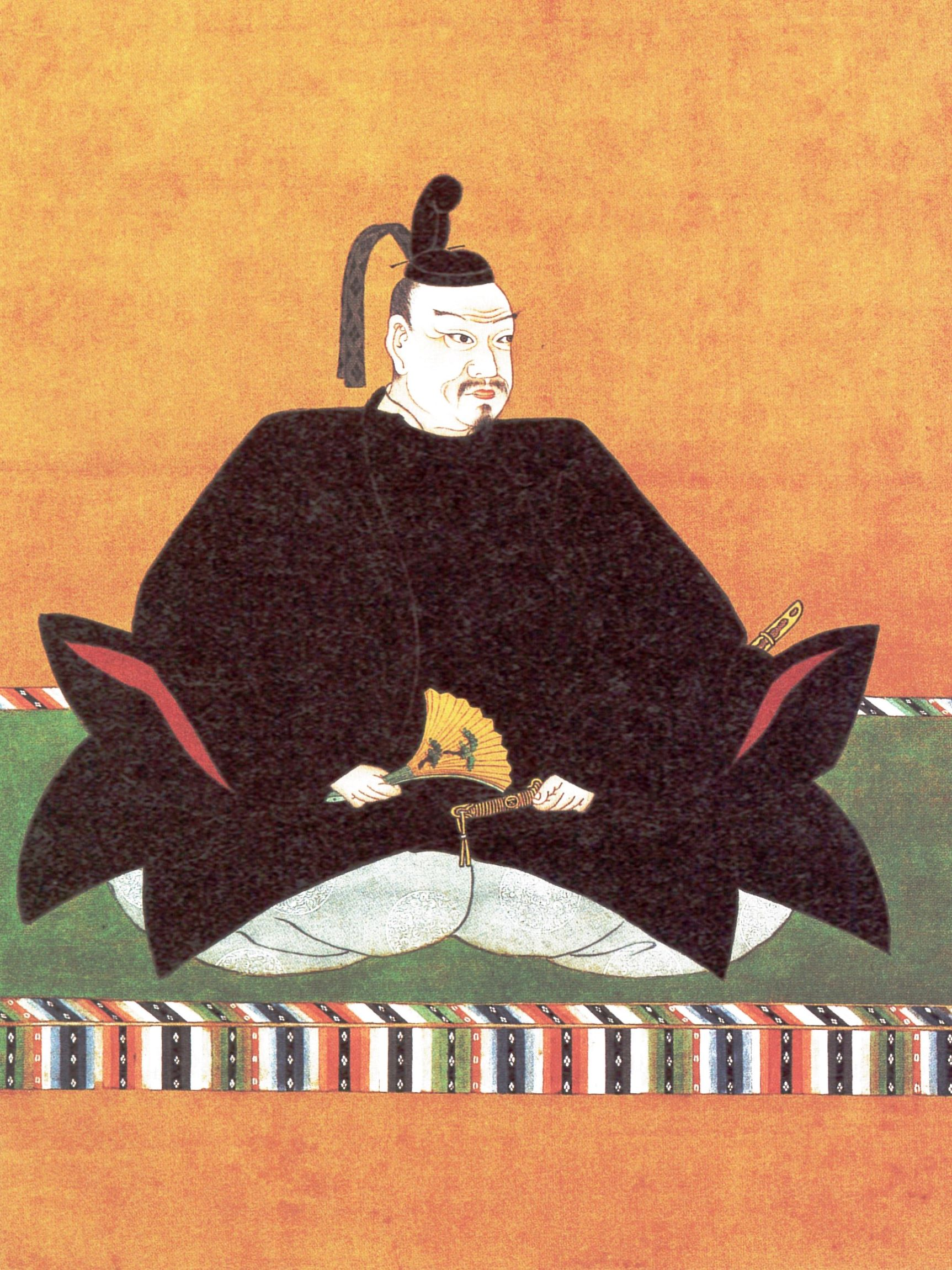
Mōri Terumoto, kleinzoon van Motonari.

Buiten Japan is Motonari het best bekend om zijn “les van de drie pijlen”. Hij zou ieder van zijn drie zonen één pijl gegeven hebben, deze moesten vervolgens de pijlen breken. Daarna gaf hij iedere zoon een bundel van drie pijlen en zei hun dat, alhoewel één pijl makkelijk gebroken wordt, drie pijlen samen moeilijker te breken waren. Deze drie zonen waren natuurlijk Takamoto, Motoharu en Takakage. 
Hij had nog zes andere zonen, van wie er slechts vier volwassen zouden zijn geworden: Motoaki, Motokiyo, Motomasa en (Kobayakawa) Hidekane.
Motonari's grootste generaals waren zijn zonen Kobayakawa Takakage en Kikkawa Motoharu, bijgenaamd de “Twee Rivieren”.
Naast een begaafd generaal, was Motonari ook een dichter en een messenas van de kunsten. Hij ligt met zijn vrouw en drie van zijn zonen in de Ōbai-in begraven, een zij-tempel van het Daitoku-ji in Kyôto. Hij werd opgevolgd door Terumoto, zoon van Takamoto en kleinzoon van Motonari zelf.

### Motonari in hedendaags Japan
- Het verhaal rond Motonari en de drie pijlen zou als inspiratie gediend hebben voor Akira Kurosawa bij het maken van zijn film "Ran".
- De naam van de Japanse voetbalploeg Sanfrecce Hiroshima zou ook zijn inspiratie bij dit verhaal gehaald hebben ("san" is Japans voor drie, "frecce" is Italiaans voor pijlen).
- Motonari komt voor als personage in de Sengoku Basara- en Samurai Warriors-reeksen van video games, alsook in Pokémon Conquest.
- De NHK heeft in 1997 een drama uitgezonden met als titel "Mōri Motonari".